# خوان بيروكال
خوان بيروكال (بالإسبانية: Juan Berrocal González) هو لاعب كرة قدم إسباني، ولد في 5 فبراير 1999 في شريش في إسبانيا. لعب مع إشبيلية أتلتيكو.

## وصلات خارجية
- خوان بيروكال على موقع قاعدة بيانات كرة القدم.إي يو (الإنجليزية)
- خوان بيروكال على موقع Soccerway.com (الإنجليزية)